# Agathirsia
Agathirsia is een geslacht van insecten uit de orde vliesvleugeligen (Hymenoptera) en de familie schildwespen (Braconidae).

## Soorten
- A. armandi Pucci & Sharkey, 2004
- A. asterophila Pucci & Sharkey, 2004
- A. bicolor Pucci & Sharkey, 2004
- A. bifidilingua Pucci & Sharkey, 2004
- A. campanisura Pucci & Sharkey, 2004
- A. capillata Pucci & Sharkey, 2004
- A. collini Pucci & Sharkey, 2004
- A. cressoni Muesebeck & Walkley, 1951
- A. davidi Pucci & Sharkey, 2004
- A. foveiseries Pucci & Sharkey, 2004
- A. fulvocastanea Westwood, 1882
- A. heleni Pucci & Sharkey, 2004
- A. jervisi Pucci & Sharkey, 2004
- A. kellyi Pucci & Sharkey, 2004
- A. keni Pucci & Sharkey, 2004
- A. longigladia Pucci & Sharkey, 2004
- A. longilingua Pucci & Sharkey, 2004
- A. michelei Pucci & Sharkey, 2004
- A. minuata Pucci & Sharkey, 2004
- A. nigricauda (Viereck, 1905)
- A. ninesevensi Pucci & Sharkey, 2004
- A. papoui Pucci & Sharkey, 2004
- A. parkeningi Pucci & Sharkey, 2004
- A. proxima Westwood, 1882
- A. reai Pucci & Sharkey, 2004
- A. rostrata Pucci & Sharkey, 2004
- A. rufula Westwood, 1882
- A. schlingeri Sharkey, 2005
- A. sericans (Westwood, 1882)
- A. testacea Muesebeck, 1927
- A. tiro Pucci & Sharkey, 2004
- A. trichiosoma (Cameron, 1905)